# Teylers Eerste Genootschap

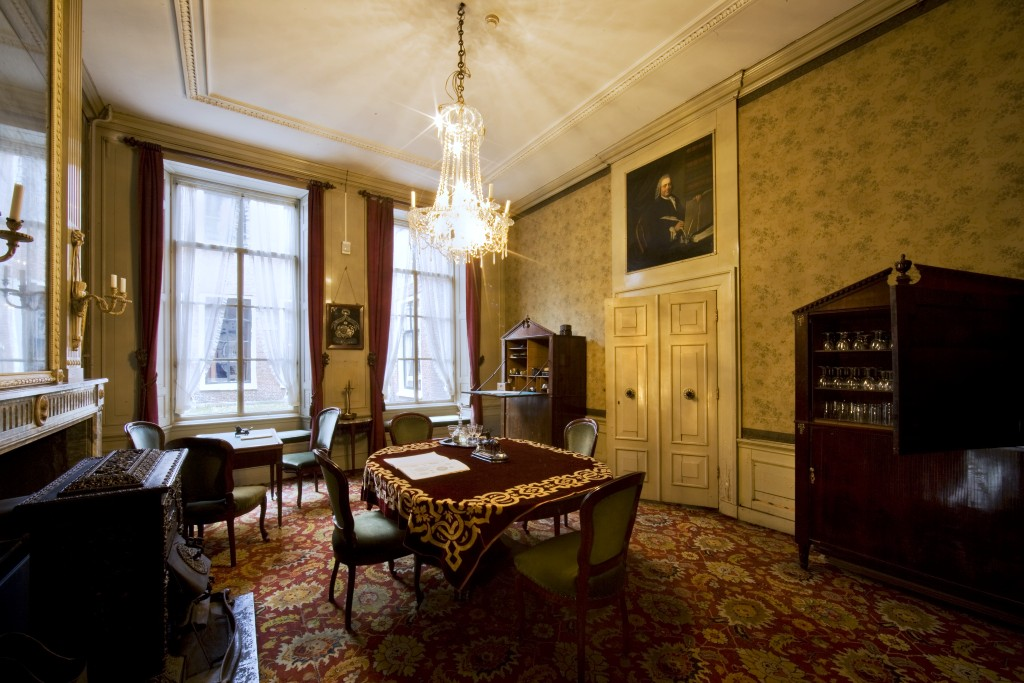
A társaság a Fundatiehuis kis tanácstermében (Kleine Herenkamer) gyűlésezik

A Teylers Eerste Genootschap (magyarul: Teyler első társasága) vagy más néven Godgeleerd Genootschap (magyarul: Teológiai társaság) egyike a Teylers Stichting által alapított két társaságnak (a másik a Teylers Tweede Genootschap).
1778-ban alapította a végrendeletében a gazdag holland mecénás Pieter Teyler van der Hulst a vallás és az egyház támogatására. Az első öt tagját maga Teyler nevezte ki végrendeletében: két remonstráns és három baptista prédikátort. A hatodik tagot a végrendelet szerint az első öt tag nevezhette ki. A társaság fő tevékenysége elsősorban teológiai diskurzusok szervezése volt, valamint évente egy jelentős díjjal járó esszéíró verseny kihirdetése. Mivel azonban az igazgatósági tagok különböző vallási háttérrel rendelkeztek, gyakoriak voltak a komoly nézeteltérések a beérkezett pályamunkák elbírálásakor.